# Gerardo Sacristán Torralba
Gerardo Sacristán Torralba (Logroño, 25 de julio de 1907 - Pamplona, 17 de septiembre de 1964) fue un pintor español y profesor de gran número de pintores, muchos de ellos navarros, como Salvador Beunza, Antonio Eslava, Jesús Lasterra, Ignacio Guibert, Pedro Manterola y Juan Viscarret, además de alcanzar con su magisterio, junto al mismo Salvador Beúnza, José María Ascunce e Isabel Baquedano, a los integrantes del llamado movimiento de la Escuela de Pamplona (Xabier Morrás, Juan José Aquerreta, Pello Azqueta Menaya, Luis Garrido Pérez, Alicia Osés, Joaquín Resano, Mariano Royo Jiménez y Pedro Salaberri).

## Biografía
Cursó estudios de Bellas Artes en la Real Academia de Bellas Artes de San Fernando (Madrid), en la que ingresó con 17 años, siendo discípulo de Moreno Carbonero, Romero de Torres, Marceliano Santa María, Zuloaga y Benedito.
Tras sus estudios pasó un año de maduración bajo la dirección de Benedito, antes de desplazarse a París (1929), ciudad en la que permaneció tres años, becado por la Diputación y el Ayuntamiento de Logroño, y donde entró en contacto con los movimientos vanguardistas de la época. Culmina esta etapa de formación con un viaje de estudio por toda Europa.
A su regreso a España expone por primera vez, en 1931, mostrando en Logroño parte de su obra parisina.
La guerra civil española lo sorprende en Madrid, preparando las últimas pruebas de la oposición a Catedrático de Dibujo.
En 1943 se incorpora a la Cátedra de Dibujo del Instituto Ximénez de Rada en Pamplona, en el que permanecerá hasta 1951, cuando ocupa el puesto de profesor de dibujo artístico y pintura en la Escuela de Artes y Oficios de Pamplona.

## Obra, premios y reconocimientos
Calificado como uno de los grandes retratistas españoles del siglo XX. También se le ha situado entre el impresionismo levantino-andaluz, la escuela de Velázquez y Cézanne.
Fue poco propenso a exposiciones y concursos. La mayor parte de su obra fueron retratos por encargo y se encuentra principalmente en colecciones particulares españolas y del sur de Francia. Otra parte, la más personal y libre —al no ser de encargo—, fue adquirida por la familia tabaquera cubana Partagás en sus frecuentes viajes a España y su ubicación actual es incierta, probablemente en Cuba. 
Pueden verse cuadros suyos en el Ayuntamiento de Logroño, en el Conservatorio Profesional de Música Eliseo Pinedo de Logroño, en el Museo de La Rioja, en el Museo de Navarra y en el Parlamento de Navarra.
- En 1979, Caja de Ahorros Municipal de Pamplona le incluyó en una exposición-homenaje junto a Jesús Basiano y Miguel Pérez Torres.